# Liste der Baudenkmäler in der Ludwigsvorstadt
Auf dieser Seite sind die Baudenkmäler im Münchner Stadtteil Ludwigsvorstadt im Stadtbezirk 2 Ludwigsvorstadt-Isarvorstadt aufgelistet. Zu diesen Baudenkmälern gibt es auch eine Bildersammlung und ein Fotoalbum mit ausgewählten Bildern.
Diese Liste ist Teil der Liste der Baudenkmäler in München. Grundlage ist die Bayerische Denkmalliste, die auf Basis des bayerischen Denkmalschutzgesetzes vom 1. Oktober 1973 erstmals erstellt wurde und seither durch das Bayerische Landesamt für Denkmalpflege geführt und aktualisiert wird. Die folgenden Angaben ersetzen nicht die rechtsverbindliche Auskunft der Denkmalschutzbehörde.

## Ensembles
- Wiesenviertel. Die Theresienwiese mit Bavaria und Ruhmeshalle, an die sich westlich der frühere Ausstellungspark anschließt, und die ihr östlich angelegte Villenbebauung bilden zusammen ein Ensemble. In der Reihe der Stadterweiterungen Münchens aus der 2. Hälfte des 19. Jahrhunderts ist die Bebauung des Wiesenviertels das jüngste Beispiel für eine geometrische Auffassung im Städtebau, gleichzeitig aber das älteste Villenquartier, in welchem die in den 1880er Jahren propagierte offene Bauweise erstmals exemplarisch angewandt wurde. Als Spätform einer geometrischen Stadterweiterung, in der eine vornehme, villenartige Miets- und Wohnhausbebauung in offener Bauweise mit einem dreieckigen Blocksystem kombiniert wurde und als Villenquartier, das in konsequenter Weise auf den Freibereich einer traditionsreichen Fest-Wiese bezogen ist, bildet das Wiesenviertel eine städtebauliche Besonderheit. (E-1-62-000-67)

## Einzeldenkmäler
| Lage                                                 | Objekt                                                                                        | Beschreibung | Akten-Nr.        | Bild                                                                                          |
| ---------------------------------------------------- | --------------------------------------------------------------------------------------------- | --- | ---------------- | --------------------------------------------------------------------------------------------- |
| Adolf-Kolping-Straße 1 (Standort)                    | Wohnheime, Kath. Zentralgesellenhaus, Kolpinghaus                                             | langgestreckter fünfgeschossiger Sattelwalmdachbau, mit Fassadengliederung durch Putzbänder und Gesimse, flachen Fassadenerkern, leicht konvex ausschwingendem viergeschossigen Saalbau mit Kapelle und rückwärtigen Seitenflügeln in Kammstruktur, von Ernst Barth, 1950/51 unter Einbeziehung von Teilen des Vorgängerbaus aus der 2. Hälfte des 19. Jh. mit Umbauten bis 1932; Ausstattung der Kapelle, gleichzeitig und Umgestaltung bis in die 1960er Jahre. | D-1-62-000-10264 | BW                                                                                            |
| Arnulfstraße 1, Bahnhofplatz (Standort)              | Hauptbahnhof, Gleishalle                                                                      | Gleishalle des Hauptbahnhofes, weit gespannte, zweischiffige Halle mit je 70 m Breite, Stahlkonstruktion mit quer zu den Gleisen liegenden, im Querschnitt trapezförmigen Kastenträgern und seitlich angelehnten Oberlichtern, Seitenwände in der oberen Zone verglast, nach Entwurf der Firmen Krupp, Rheinhausen, und Maurer & Söhne, München, unter Leitung von Franz Hart, 1958–60. | D-1-62-000-8549  | Hauptbahnhof, Gleishalle                                                                      |
| Arnulfstraße 3 (Standort)                            | Starnberger Flügelbahnhof                                                                     | Starnberger Flügelbahnhof, zweigeschossiges Empfangsgebäude mit kolossaler Pfeilerhalle und Freitreppe, Schalterhalle und Querbahnsteig mit Oberlichtern, im Stil des Neuklassizismus, vom Hochbaudezernat der Bundesbahndirektion München unter Leitung von Heinrich Gerbl, 1949/50. Der Münchner Stadtrat billigte 2023 einen Hochhaus-Neubau anstelle des Starnberger Flügelbahnhofs. Die Stadtplaner argumentieren, dass der Denkmalschutz erst 2010 festgestellt worden sei, das Planungsverfahren für den Neubau aber bereits 2006 gestartet worden sei. Falls das Vorhaben nicht gerichtlich gestoppt wird, wird der Starnberger Flügelbahnhof abgerissen. | D-1-62-000-8548  | Starnberger Flügelbahnhof                                                                     |
| Arnulfstraße 9/11/13 (Standort)                      | Teil des ehemaligen Verkehrsministeriums, jetzt u. a. Eisenbahnbundesamt                      | Langgestreckter, leicht konkaver neubarocker Tuffsteinbau mit plastischer Gliederung, um 1911–16 von Carl Hocheder d. Ä., siehe Hopfenstraße 10. | D-1-62-000-404   | Teil des ehemaligen Verkehrsministeriums, jetzt u. a. Eisenbahnbundesamt                      |
| Arnulfstraße 19 (Standort)                           | Ehemaliges Bundesbahn-Zentralamt                                                              | Monumentaler Neurenaissancebau mit Mittel- und Seitenrisaliten, 1900–02. | D-1-62-000-405   | weitere Bilder                                                                                |
| Bahnhofplatz 1 (Standort)                            | Ehemaliges Telegraphenamt                                                                     | Breit gelagerter viergeschossiger Walmdachbau um Innenhof mit Eckrisaliten, im Kern Neurenaissance, 1869–71 von Georg Dollmann geplant und erbaut. 1912 erweitert und nach Schäden im Zweiten Weltkrieg im Jahre 1949 durch H. Nestler wiederhergestellt mit vereinfachter Fassadengestaltung (Putzbändergliederung). | D-1-62-000-546   | weitere Bilder                                                                                |
| Bahnhofplatz 2 (Standort)                            | Hauptbahnhof, Fassade                                                                         | Relief über dem Haupteingang am Bahnhofplatz; eloxierte Aluminiumplatten in Grau- und Blautönen, räumlich gestaffelt in abstrakten Formen, beleuchtbar, von Rupprecht Geiger, 1951. | D-1-62-000-9982  | Hauptbahnhof, Fassade                                                                         |
| Bahnhofplatz 7 (Standort)                            | Ehemaliges Warenhaus Tietz                                                                    | Fünfgeschossiger Walmdachbau mit Vorsprüngen, Treppentürmen, Giebeln und Gauben, in Eisenbeton-Skelettbauweise 1904–05 von Max Littmann geplant und erbaut. Die Fassade weist eine reduzierte historisierende Gestaltung auf, teils mit Muschelkalk und mit plastischem Dekor von Julius Seidler, Fidel Enderle und Jakob Bradl. Nach Beschädigung im Zweiten Weltkrieg an den Fassaden vereinfacht wieder hergestellt. | D-1-62-000-547   | weitere Bilder                                                                                |
| Bavariaring 4 (Standort)                             | Mietshaus                                                                                     | malerischer Jugendstil, mit dichter Putzornamentik, um 1907–08 von August Zeh | D-1-62-000-616   | Mietshaus                                                                                     |
| Bavariaring 5 (Standort)                             | Öffentliche Bedürfnisanstalt und Straßenbahnschaffnerhaus, ehemaliges Brausebad               | Zentralbau in neuklassizistisch-palladianischen Formen mit Portikus, 1894 von Hans Grässel. | D-1-62-000-617   | weitere Bilder                                                                                |
| Bavariaring 6 (Standort)                             | Mietshaus                                                                                     | deutsche Renaissance, mit reichem plastischem und ornamentalem Dekor, 1901/02 von August Zeh, an der Ostseite geschnitzte Galerie, siehe Nr. 4 | D-1-62-000-618   | weitere Bilder                                                                                |
| Bavariaring 10 (Standort)                            | Ehemaliges Wohnhaus von Emanuel von Seidl                                                     | Von ihm selbst 1897/98 erbaut. Reich gegliederter Gruppenbau in Ecklage. deutsche Renaissance, mit reichem plastischem Dekor. Am südlichen Vorgartentor Ziergitter mit Namen des Erbauers zwischen Hermen, am östlichen, bogenförmigen Gartentor Georgsfigur nach Donatello. Städtebaulich im Zusammenhang mit der Paulskirche. | D-1-62-000-619   | weitere Bilder                                                                                |
| Bavariaring 11 (Standort)                            | Mietshaus                                                                                     | Jugendstil-Eckhaus, reich gegliedert, bezeichnet 1903, von Emanuel von Seidl, mit gotischen und Renaissance-Anklängen und figürlich-plastischem Dekor, auch städtebaulich wichtig. | D-1-62-000-620   | weitere Bilder                                                                                |
| Bavariaring 14 (Standort)                            | Verwaltungsgebäude der Mannheimer Lebensversicherung                                          | kubischer fünfgeschossiger Stahlbetonbau mit zurückgesetztem Dachgeschoss und innenliegendem Erschließungskern; Außenwände mit schwarzen, weiß verfugten Steinzeugplatten verkleidet; weit vorkragendes Vordach; in vier Etagen variabel aufteilbar; 1963–67 von Egon Eiermann | D-1-62-000-7919  | Verwaltungsgebäude der Mannheimer Lebensversicherung                                          |
| Bavariaring 15 (Standort)                            | Malerisches Eckhaus                                                                           | deutsche Renaissance, mit reichem plastischem Dekor (u. a. Reliefbüsten Ludwig I., Ludwig II., Prinzregent), bezeichnet 1896, von Benedikt Beggel | D-1-62-000-621   | weitere Bilder                                                                                |
| Bavariaring 17 (Standort)                            | Mietshaus                                                                                     | deutsche Renaissance, 1888 von Gabriel von Seidl, Vorbau mit reichem Reliefdekor (u. a. Ansicht von München im 17. Jahrhundert), 1900 von August Zeh | D-1-62-000-622   | Mietshaus                                                                                     |
| Bavariaring 18 (Standort)                            | Villa                                                                                         | deutsche Renaissance, 1887/88 von Emanuel von Seidl als Wohnhaus mit Atelier für den Maler Thure Cederström | D-1-62-000-623   | Villa                                                                                         |
| Bavariaring 19 (Standort)                            | Villa in Ecklage                                                                              | deutsche Renaissance, 1887/88 von Emanuel von Seidl | D-1-62-000-624   | weitere Bilder                                                                                |
| Bavariaring 20 (Standort)                            | Mietshaus in Ecklage                                                                          | deutsche Renaissance, reich gegliedert, 1895/96 von Alois Barbist | D-1-62-000-625   | weitere Bilder                                                                                |
| Bavariaring 21 (Standort)                            | Mietshaus                                                                                     | deutsche Renaissance, 1895 von Wilhelm Spannagel, Baugruppe mit Nr. 22 | D-1-62-000-626   | Mietshaus                                                                                     |
| Bavariaring 22 (Standort)                            | Mietshaus                                                                                     | deutsche Renaissance, 1894/95 von Wilhelm Spannagel, Baugruppe mit Nr. 21 | D-1-62-000-627   | Mietshaus                                                                                     |
| Bavariaring 23 (Standort)                            | Mietshaus                                                                                     | im Kern neubarock, 1896 von Franz Paul Stulberger | D-1-62-000-628   | Mietshaus                                                                                     |
| Bavariaring 24 (Standort)                            | Mietshaus in Ecklage                                                                          | repräsentativer Neubarock, reich gegliedert, 1888 von Gabriel von Seidl, mit plastischem Dekor von Anton Pruska, Pavillon an der Ecke des Vorgartens | D-1-62-000-629   | weitere Bilder                                                                                |
| Bavariaring 25 (Standort)                            | Villa in Ecklage                                                                              | Schweizer Landhausstil, um 1893 von Josef Gasteiger | D-1-62-000-630   | weitere Bilder                                                                                |
| Bavariaring 26 (Standort)                            | Mietshaus                                                                                     | im Kern neubarock, Ende 19. Jahrhundert | D-1-62-000-631   | weitere Bilder                                                                                |
| Bavariaring 27 (Standort)                            | Mietshaus                                                                                     | deutsche Renaissance, bezeichnet 1886, von Heinrich Naumann, Baugruppe mit Nr. 28 | D-1-62-000-632   | weitere Bilder                                                                                |
| Bavariaring 28 (Standort)                            | Mietshaus                                                                                     | deutsche Renaissance, um 1886 von Heinrich Naumann, Baugruppe mit Nr. 27 | D-1-62-000-633   | weitere Bilder                                                                                |
| Bavariaring 37 (Standort)                            | Villa in Ecklage                                                                              | neuklassizistisch, mit vorgebauter Arkadenloggia im Norden, 1912/13 von Heilmann & Littmann nach Vorentwürfen von G. und C. Gause (Berlin) | D-1-62-000-634   | weitere Bilder                                                                                |
| Bavariaring 42 (Standort)                            | Mietshaus                                                                                     | Neurenaissance, 1895/96 von Alois Barbist | D-1-62-000-637   | Mietshaus                                                                                     |
| Bavariaring 44 (Standort)                            | Mietshaus                                                                                     | deutsche Backstein-Renaissance, 1892 | D-1-62-000-638   | weitere Bilder                                                                                |
| Bavariaring 45 (Standort)                            | Villa                                                                                         | neubarock, 1911 von Heilmann & Littmann | D-1-62-000-639   | weitere Bilder                                                                                |
| Bavariaring 46 (Standort)                            | Maria-Theresia-Klinik                                                                         | Neubarockbau, 1922–23 von Carl Sattler, 1952–53 erweitert und 1975–77 verändert, lobende Erwähnung beim Fassadenpreis 2004. | D-1-62-000-640   | weitere Bilder                                                                                |
| Bavariaring 47 (Standort)                            | Villa                                                                                         | Neurokoko, 1906 von Ernst Robert Fiechter, repräsentatives Vorgartenportal. | D-1-62-000-641   | weitere Bilder                                                                                |
| Bavariaring 48 (Standort)                            | Villa                                                                                         | neuklassizistisch, 1909/10 von Ernst Robert Fiechter, mit Figurenfries über dem Tor | D-1-62-000-642   | weitere Bilder                                                                                |
| Bayerstraße 12 (Standort)                            | Bayerpost                                                                                     | Monumentalbau in italienischer Hochrenaissance mit Hausteingliederungen und plastischem Dekor, 1896–1900 von Wilhelm Fischer. | D-1-62-000-643   | weitere Bilder                                                                                |
| Bayerstraße 14 (Standort)                            | Eckpavillon des ehemaligen Holzkirchner Flügelbahnhofs                                        | barockisierend, 1913/14 und 1920–22 von Karl Haßlauer | D-1-62-000-644   | weitere Bilder                                                                                |
| Bayerstraße 27 (Standort)                            | Ehemaliges Hotel Stadt Wien                                                                   | neubarock, mit reichem plastischem Dekor, 1915/16, von Wilhelm R. Roeder und Ludwig Catharinus | D-1-62-000-645   | weitere Bilder                                                                                |
| Bayerstraße 55 (Standort)                            | Außenhülle eines Wohn- und Geschäftshauses                                                    | viergeschossiger Mansarddachbau in Ecklage, ursprünglich mit Gaststätte im Erdgeschoss und reicher Fassadengliederung in Historismusformen, 1883, Erweiterung nach Westen und Aufstockung, 1903, nach schweren Kriegsschäden 1948/49 unter Vereinfachung der Fassade nach Plänen von Franz Baumann wiederinstandgesetzt | D-1-62-000-11134 | Außenhülle eines Wohn- und Geschäftshauses                                                    |
| Bayerstraße 57/59 (Standort)                         | Pressehaus Bayerstraße                                                                        | Ehemaliges Geschäftshaus der Allgemeinen Zeitung, jetzt Pressehaus Bayerstraße, viergeschossiger Traufseitbau mit Zwerchhaus und ehemals reicher Jugendstil-Fassade, von Martin Dülfer, 1901, Fassadenneugestaltung 1926 durch Alfred Breslauer und Paul Salinger (Berlin), Bau nach Schäden im Zweiten Weltkrieg wieder hergestellt und um Mezzaningeschoss erhöht; rückwärtig Druckereigebäude, 1901. | D-1-62-000-646   | Pressehaus Bayerstraße                                                                        |
| Bayerstraße 77 (Standort)                            | Mietshaus                                                                                     | neubarock, 1891/92 von Joseph Eisele, mit Nr. 77a symmetrische Baugruppe | D-1-62-000-647   | weitere Bilder                                                                                |
| Bayerstraße 77a (Standort)                           | Mietshaus                                                                                     | neubarock, 1891/92 von Joseph Eisele, mit Nr. 77 symmetrische Baugruppe | D-1-62-000-648   | weitere Bilder                                                                                |
| Bayerstraße 79 (Standort)                            | Mietshaus                                                                                     | deutsche Renaissance, Rohbackstein, 1886 von Alois Bischoff | D-1-62-000-649   | Mietshaus                                                                                     |
| Bayerstraße 103 (Standort)                           | Mietshaus                                                                                     | Neurenaissance, reich gegliedert, 1882 von Ludwig Bayer. | D-1-62-000-650   | Mietshaus                                                                                     |
| Bayerstraße 107 (Standort)                           | Mietshaus                                                                                     | mit von Zwiebeltürmchen bekröntem Eckerker, 1880 von Johann Grübel, 1898 durch Xaver Heininger aufgestockt, jetzt vereinfacht, städtebaulicher Abschluss der Landsberger Straße | D-1-62-000-651   | weitere Bilder                                                                                |
| Beethovenplatz 2 (Standort)                          | Ehem. Doppelwohnhaus (jetzt Neurochirurgische Klinik)                                         | deutsche Renaissance, reich gegliedert mit Stuckdekor, bezeichnet 1894, von Wilhelm Spannagel | D-1-62-000-663   | weitere Bilder                                                                                |
| Beethovenplatz 4 (Standort)                          | Mietshaus                                                                                     | neubarocker Eckbau, 1896 von Albin Lincke und Carl Vent; Baugruppe mit Goethestraße 64 | D-1-62-000-664   | Mietshaus                                                                                     |
| Beethovenstraße 1/3 (Standort)                       | Symmetrische Mietshäuser                                                                      | deutsche Renaissance, reich gegliedert und dekoriert, 1896/97 von Hans Grässel (Nr. 1 bezeichnet 1896); im Erdgeschoss von Nr. 3 Balkendecke des 15. Jahrhunderts | D-1-62-000-665   | weitere Bilder                                                                                |
| Beethovenstraße 5 (Standort)                         | Ehemaliges Mietshaus, jetzt Polizeiinspektion 14 (zuvor: 31)                                  | neubarock, reich gegliedert, 1894 von Carl Zeh | D-1-62-000-666   | weitere Bilder                                                                                |
| Beethovenstraße 12 (Standort)                        | Mietshaus                                                                                     | neubarock, 1893 von Oskar Dietrich und Martin H. Voigt | D-1-62-000-667   | weitere Bilder                                                                                |
| Goetheplatz 1 (Standort)                             | Postgebäude mit Postamt München 15                                                            | Neue Sachlichkeit, mit geschweifter Fassade, 1931/32 von Franz Holzhammer und Walter Schmidt; mit Lindwurmstraße 6. | D-1-62-000-2208  | Postgebäude mit Postamt München 15                                                            |
| Goethestraße 34/36; Paul-Heyse-Straße 31b (Standort) | Ehemalige Papierfabrik der Firma Tillmann und Witz                                            | viergeschossiger Mansardpultdachbau mit Querflügel und Treppenturm, in Eisenbetonbauweise nach System Hennebique, von Imre Könyves, 1908/09 | D-1-62-000-8662  | Ehemalige Papierfabrik der Firma Tillmann und Witz                                            |
| Goethestraße 36 (Standort)                           | Mietshaus                                                                                     | Neurenaissance, 1880 von Ignatz Batz | D-1-62-000-2209  | Mietshaus                                                                                     |
| Goethestraße 41 (Standort)                           | Mietshaus                                                                                     | Neurenaissance-Eckbau, mit Erkern, 1897 von Jakob Mack jr.; bildet eine Baugruppe mit Pettenkoferstraße 17 | D-1-62-000-2211  | weitere Bilder                                                                                |
| Goethestraße 47 (Standort)                           | Mietshaus                                                                                     | Oberteil und Giebel in deutscher Renaissance, 1897 von Heinrich Hilgert. | D-1-62-000-2212  | Mietshaus                                                                                     |
| Goethestraße 49 (Standort)                           | Mietshaus                                                                                     | deutsche Renaissance, reich gegliedert, 1897 von Heinrich Hilgert | D-1-62-000-2213  | Mietshaus                                                                                     |
| Goethestraße 50 (Standort)                           | Mietshaus                                                                                     | Neurenaissance, palastartig proportionierter Eckbau, 1890/91; trägt auch die Nr. Pettenkoferstraße 19. | D-1-62-000-2214  | Mietshaus                                                                                     |
| Goethestraße 51 (Standort)                           | Mietshaus                                                                                     | Hausteinfassade in Mischform aus Spätgotik und deutscher Renaissance, bezeichnet 1899, von Anton Thunig und Andreas Pabst, Baugruppe mit Nr. 53 und Nußbaumstraße 30. | D-1-62-000-2215  | weitere Bilder                                                                                |
| Goethestraße 53 (Standort)                           | Mietshaus                                                                                     | Hausteinfassade in Mischform aus Spätgotik und deutscher Renaissance, 1897/98 von Anton Thunig und Andreas Pabst, Baugruppe mit Nr. 51 und Nußbaumstraße 30. | D-1-62-000-2216  | weitere Bilder                                                                                |
| Goethestraße 64 (Standort)                           | Mietshaus                                                                                     | neubarocker Eckbau, mit Eckturm, 1895 von Emanuel von Seidl, zum Rondell des Beethovenplatzes gehörig | D-1-62-000-2217  | Mietshaus                                                                                     |
| Goethestraße 68 (Standort)                           | Mietshaus                                                                                     | deutsche Renaissance, reich gegliedert, bezeichnet 1896, von Heinrich Volbehr | D-1-62-000-2218  | weitere Bilder                                                                                |
| Grimmstraße 1 (Standort)                             | Mietshaus                                                                                     | historisierend, 1911/12 von Heilmann & Littmann, Gruppe mit Nr. 3 und Güllstraße 3 | D-1-62-000-2278  | Mietshaus                                                                                     |
| Grimmstraße 2 (Standort)                             | Mietshaus                                                                                     | neuklassizistisch, 1911/12 von Heilmann & Littmann | D-1-62-000-2279  | Mietshaus                                                                                     |
| Grimmstraße 3 (Standort)                             | Mietshaus                                                                                     | historisierend, 1911/12 von Heilmann & Littmann, Gruppe mit Nr. 1 und Güllstraße 3 | D-1-62-000-2280  | Mietshaus                                                                                     |
| Grimmstraße 4 (Standort)                             | Mietshaus                                                                                     | reduzierter Historismus, bezeichnet 1903, von Josef Zwisler | D-1-62-000-2281  | Mietshaus                                                                                     |
| Güllstraße 3 (Standort)                              | Mietshaus                                                                                     | historisierend, 1911 von Heilmann & Littmann, schließt sich der Baugruppe Grimmstraße 1/3 an | D-1-62-000-2306  | Mietshaus                                                                                     |
| Güllstraße 4 (Standort)                              | Mietshaus                                                                                     | klassizistischer Jugendstil, bezeichnet 1911, von Heilmann & Littmann | D-1-62-000-2307  | Mietshaus                                                                                     |
| Güllstraße 7 (Standort)                              | Mietshaus                                                                                     | neuklassizistischer Eckbau, 1908 von Liebergesell und Lehmann | D-1-62-000-2308  | Mietshaus                                                                                     |
| Güllstraße 8 (Standort)                              | Mietshaus                                                                                     | deutsche Renaissance, mit Rauputzdekor, 1905 von Gustav Steinlein | D-1-62-000-2309  | Mietshaus                                                                                     |
| Hackerbrücke (Standort)                              | Hackerbrücke                                                                                  | Eisengitterkonstruktion der Maschinenfabrik Augsburg-Nürnberg, 1890–94 | D-1-62-000-2357  | weitere Bilder                                                                                |
| Hermann-Schmid-Straße 8 (Standort)                   | Ehemaliges Istituto Italiano di Cultura und Casa d’Italia, jetzt Italienisches Kulturinstitut | dreigeschossiger, verputzter Flachdachbau in zwei stumpfwinklig einander zugeordneten Flügeln, über linkem Flügel Dachterrasse mit Flugdach, von Wilhelm von Gumberz, 1953/54 | D-1-62-000-9918  | Ehemaliges Istituto Italiano di Cultura und Casa d’Italia, jetzt Italienisches Kulturinstitut |
| Herzog-Heinrich-Straße 2 (Standort)                  | Mietshaus                                                                                     | Eckbau in deutscher Renaissance, 1888 von Max Sautter, aufgestockt. | D-1-62-000-2524  | Mietshaus                                                                                     |
| Herzog-Heinrich-Straße 9 (Standort)                  | Mietshaus                                                                                     | Neurenaissance, reich gegliedert, 1888, Innenbau 1950 erneuert. | D-1-62-000-2525  | weitere Bilder                                                                                |
| Herzog-Heinrich-Straße 15 (Standort)                 | Mietshaus                                                                                     | neubarocker Eckbau, 1892/93 von Karl Bädecker, Gruppe mit Kaiser-Ludwig-Platz 1 | D-1-62-000-2526  | Mietshaus                                                                                     |
| Herzog-Heinrich-Straße 16 (Standort)                 | Mietshaus                                                                                     | Neurenaissance, 1895 von Ernst Dressler, Block mit Nr. 18. | D-1-62-000-2527  | Mietshaus                                                                                     |
| Herzog-Heinrich-Straße 18 (Standort)                 | Mietshaus                                                                                     | Neurenaissance, 1895 von Ernst Dressler, Block mit Nr. 16. | D-1-62-000-2528  | Mietshaus                                                                                     |
| Herzog-Heinrich-Straße 24 (Standort)                 | Mietshaus                                                                                     | Neurenaissance, Eckbau mit Eckerker, 1891 von Albin Lincke und Max Littmann, verändert. | D-1-62-000-2529  | Mietshaus                                                                                     |
| Herzog-Heinrich-Straße 36 (Standort)                 | Mietshaus                                                                                     | Neurenaissance, 1881/82 von Jakob Heilmann, Gruppe mit Nr. 38. | D-1-62-000-2530  | Mietshaus                                                                                     |
| Herzog-Heinrich-Straße 38 (Standort)                 | Mietshaus                                                                                     | Neurenaissance-Eckbau, 1881/82 von Jakob Heilmann, Gruppe mit Nr. 36. | D-1-62-000-2531  | Mietshaus                                                                                     |
| Herzog-Heinrich-Straße 39 (Standort)                 | Mietshaus                                                                                     | deutsche Renaissance, mit Erker, bezeichnet 1899, von Albin Lincke | D-1-62-000-2532  | weitere Bilder                                                                                |
| Kaiser-Ludwig-Platz (Standort)                       | Reiterdenkmal Kaiser Ludwigs des Bayern                                                       | auf neuromanischem Unterbau und Terrasse, 1903 von August Drumm nach einem Entwurf von Emil Dittler, 1905 von Ferdinand von Miller gegossen, in der Platzmitte | D-1-62-000-3158  | weitere Bilder                                                                                |
| Kaiser-Ludwig-Platz 1 (Standort)                     | Mietshaus                                                                                     | Eckbau, im Kern neubarock, 1893/94, neubarockes Portal an der Ecke, Block mit Herzog-Heinrich-Straße 15. | D-1-62-000-3155  | weitere Bilder                                                                                |
| Kaiser-Ludwig-Platz 3 (Standort)                     | Theresiengymnasium                                                                            | Monumentalbau in vom barocken Schlossbau abgeleiteten Formen, 1895–97 von Bauassessor Benno Grünewald, Fassadengestaltung von Emanuel von Seidl, den Platz an der Ostseite abschließend. | D-1-62-000-3156  | weitere Bilder                                                                                |
| Kaiser-Ludwig-Platz 5 (Standort)                     | Mietshaus                                                                                     | neubarock, reich gegliedert, 1895 von Emanuel von Seidl | D-1-62-000-3157  | weitere Bilder                                                                                |
| Karlsplatz 21 (Standort)                             | Kaufhaus Kaufhof                                                                              | Stahlskelettbau mit Werksteinverkleidung, 1950/51 von Theo Pabst als erster Münchner Kaufhausneubau der Nachkriegszeit in städtebaulich markanter Ecklage am Rande der Altstadt errichtet, achtgeschossiger kubischer Haupttrakt mit aufgeglaster Rasterfassade und gestelztem Flachdach entlang der Sonnenstraße, und niedrigerer, der Geschosshöhe der Bayerstraße angeglichener walmdachgedeckter Eingangsbau, die unterschiedlichen Baublöcke durch geschwungenen flachen Vorbau verklammert, Renovierung 1992/93. | D-1-62-000-7860  | Kaufhaus Kaufhof                                                                              |
| Kobellstraße 1 (Standort)                            | Mietshaus                                                                                     | neubarock, mit Stuckdekor, 1905 von Franz Ried | D-1-62-000-3524  | weitere Bilder                                                                                |
| Kobellstraße 5 (Standort)                            | Mietshaus                                                                                     | Jugendstil, 1907 von Emil Kaltenthaler und Ludwig Dinglreiter, Fassadentektur von Berthold Neubauer, Gruppe mit Platenstraße 1. | D-1-62-000-3525  | weitere Bilder                                                                                |
| Kobellstraße 8 (Standort)                            | Mietshaus                                                                                     | neuklassizistisch, 1897 von Julius Loew, Fassadentektur von Georg Müller, teilweise vereinfacht, bildet eine Gruppe mit Nr. 10 | D-1-62-000-3526  | Mietshaus                                                                                     |
| Kobellstraße 10 (Standort)                           | Mietshaus                                                                                     | neuklassizistisch, 1897 von Julius Loew, Fassadentektur von Georg Müller; bildet eine Gruppe mit Nr. 8 | D-1-62-000-8008  | weitere Bilder                                                                                |
| Kobellstraße 11 (Standort)                           | Mietshaus                                                                                     | neubarock, 1899 von Josef Huber | D-1-62-000-3527  | Mietshaus                                                                                     |
| Kobellstraße 13 (Standort)                           | Mietshaus                                                                                     | neubarock, 1897 von Georg Müller, bildet mit Nr. 15 eine Gruppe | D-1-62-000-3528  | Mietshaus                                                                                     |
| Kobellstraße 15 (Standort)                           | Mietshaus                                                                                     | neubarock, mit Putzgliederung, 1897 von Georg Müller, bildet mit Nr. 13 eine Gruppe | D-1-62-000-3529  | weitere Bilder                                                                                |
| Landwehrstraße 8 (Standort)                          | Mietshaus                                                                                     | spätbiedermeierlich, um 1850 | D-1-62-000-3791  | weitere Bilder                                                                                |
| Landwehrstraße 20 (Standort)                         | Mietshaus                                                                                     | neubarock, 1895/96 von Alexander Bluhm als Teil der Schwanthaler-Passage, siehe Schwanthalerstraße 13 | D-1-62-000-3792  | weitere Bilder                                                                                |
| Landwehrstraße 31 (Standort)                         | Wohnhaus in Ecklage                                                                           | spätbiedermeierlich, 1860 von Joseph Hönig, Gedenktafel von 1894 für den Optiker Adolf Steinheil | D-1-62-000-3793  | weitere Bilder                                                                                |
| Landwehrstraße 58 (Standort)                         | Mietshaus                                                                                     | Neurenaissance, reich gegliedert, mit plastischem Dekor, vor allem Puttenreliefs und Kaiserbüsten, 1899–1900 von J. und M. Könyves, bildet eine Baugruppe mit Paul-Heyse-Straße 23. | D-1-62-000-3795  | weitere Bilder                                                                                |
| Landwehrstraße 67 (Standort)                         | Mietshaus                                                                                     | Jugendstil, mit reichem Reliefdekor am Erker, bezeichnet 1899, von August Zeh. | D-1-62-000-3796  | weitere Bilder                                                                                |
| Lessingstraße 1 (Standort)                           | Mietshaus                                                                                     | mit neugotischem Erker, 1895 von Max Ostenrieder, stark vereinfacht | D-1-62-000-3876  | Mietshaus                                                                                     |
| Lessingstraße 2 (Standort)                           | Ehemals Brakls Kunsthaus (Wohnhaus und Galerie)                                               | Jugendstil, 1909/10 (Nordteil) bzw. 1912/13 von Emanuel von Seidl, samt Gartenzaun mit Pfeilern und Gittern sowie Gartenplastiken, Einheit mit Beethovenplatz 1. | D-1-62-000-3877  | Ehemals Brakls Kunsthaus (Wohnhaus und Galerie)                                               |
| Lessingstraße 4 (Standort)                           | Mietshaus                                                                                     | italienische Renaissance, um 1890/95 | D-1-62-000-3878  | Mietshaus                                                                                     |
| Lessingstraße 9 (Standort)                           | Mietshaus                                                                                     | palastartiger Neurenaissancebau, 1896 von Hermann Berthold | D-1-62-000-3879  | Mietshaus                                                                                     |
| Lindwurmstraße 2a (Standort)                         | II. Frauenklinik der Universität                                                              | Neubarockbau mit Risaliten, 1915/16 von Richard Schachner, auf der neubarocken Gartenmauer an der Straße nordöstlich von Nr. 2a große Barockfigur mit Amor, 18. Jahrhundert | D-1-62-000-3975  | weitere Bilder                                                                                |
| Lindwurmstraße 4 (Standort)                          | Haunersches Kinderspital                                                                      | klassizisierend, 1923/24 von Franz Geiger, am Gartentor Bronzeplastiken, vergleiche auch Ensemble Wiesenviertel | D-1-62-000-3976  | weitere Bilder                                                                                |
| Lindwurmstraße 6 (Standort)                          | Teil eines Postgebäudes                                                                       | 1931/32 von Franz Holzhammer und Walther Schmidt, siehe Goetheplatz 1. ehemals unter der Nummer D-1-62-000-3977 separat aufgeführt | D-1-62-000-2208  | Teil eines Postgebäudes                                                                       |
| Lindwurmstraße 46 (Standort)                         | Mietshaus                                                                                     | nachklassizistisch, mit drei geschnitzten Fachwerkerkern, 1911 von Peter Schneider, über Kern von 1886 | D-1-62-000-3981  | Mietshaus                                                                                     |
| Lindwurmstraße 76 (Standort)                         | Stattliches Geschäftshaus                                                                     | Jugendstil-Eckbau, 1911/12 von Heilmann & Littmann | D-1-62-000-3988  | weitere Bilder                                                                                |
| Lindwurmstraße 88 (Standort)                         | Lindwurmhof                                                                                   | monumentales Jugendstil-Geschäftshaus, 1910/11 von den Gebrüdern Rank | D-1-62-000-3989  | weitere Bilder                                                                                |
| Mathildenstraße 3 (Standort)                         | Altenheim Mathildenstift (Städtisches Pensionat)                                              | Neurenaissance-Komplex, Nordteil 1881/82 von Friedrich Löwel, Südteil (an der Ost und Südseite des Ehrenhofes) 1895–96 von Hans Grässel. | D-1-62-000-4368  | Altenheim Mathildenstift (Städtisches Pensionat)                                              |
| Mathildenstraße 6 (Standort)                         | Mietshaus                                                                                     | spätbiedermeierlich, um 1850 | D-1-62-000-4369  | Mietshaus                                                                                     |
| Mathildenstraße 8 (Standort)                         | Universitäts-Augenklinik                                                                      | neubarock, 1905–08 von Ludwig von Stempel | D-1-62-000-4370  | Universitäts-Augenklinik                                                                      |
| Mathildenstraße 10 (Standort)                        | Katholische Elisabethkirche                                                                   | Rokoko-Zentralbau, 1758–60 wahrscheinlich von Leonhard Matthäus Gießl, nach Kriegszerstörung 1963–65 wiederaufgebaut. | D-1-62-000-4371  | Katholische Elisabethkirche                                                                   |
| Mozartstraße 14 (Standort)                           | Mietshaus                                                                                     | Neurenaissance, mit Loggia an der Hauptfront, 1897 von Carl Vent, stark vereinfacht. | D-1-62-000-4621  | weitere Bilder                                                                                |
| Mozartstraße 14a (Standort)                          | Ehemaliges Mietshaus                                                                          | jetzt Artemed-Klinik, Neurenaissance, an der Hauptfront Erker mit antikisierenden Büsten und ornamentalem Dekor, 1897 von Carl Vent | D-1-62-000-4622  | weitere Bilder                                                                                |
| Mozartstraße 16 (Standort)                           | Ehemaliges Mietshaus                                                                          | jetzt Artemed-Klinik, renaissancisierend, mit Bodenerker, Giebel und Marienfigur, bezeichnet 1896, von Carl und August Zeh | D-1-62-000-4623  | weitere Bilder                                                                                |
| Mozartstraße 18 (Standort)                           | Mietshaus                                                                                     | neubarock, 1896 von Albert Theodor Lenz, an der Ostseite Stuckreliefbildnis Mozarts in Rocaillekartusche, mit Nr. 23 die Einmündung in den halbrunden Esperanto-Platz flankierend | D-1-62-000-4624  | weitere Bilder                                                                                |
| Mozartstraße 19 (Standort)                           | Mietshaus                                                                                     | Neurenaissance, mit dekoriertem Eckerker, 1896 von Georg Lindner, Fassadentektur von Hans Weber. | D-1-62-000-4625  | Mietshaus                                                                                     |
| Mozartstraße 23 (Standort)                           | Mietshaus                                                                                     | Neurenaissance, 1896 von Hans Weber, mit Nr. 18 die Einmündung in den halbrunden Esperanto-Platz flankierend. | D-1-62-000-4626  | weitere Bilder                                                                                |
| Nußbaumanlagen (Standort)                            | Nußbaumpark                                                                                   | Im 19. Jahrhundert angelegter Park, begrenzt von Sendlinger-Tor-Platz und Lindwurmstraße, Ziemssenstraße und Nußbaumstraße. Denkmal für Ernest von Grossi, Sockel von 1900, Büste 1831 von Ludwig Schwanthaler. Denkmalbrunnen für Friedrich Bezold, 1914 von Karl Hoepf, Büste von Georg Mattes. | D-1-62-000-4809  | weitere Bilder                                                                                |
| Nußbaumstraße 1 (Standort)                           | Evangelisch-lutherische Bischofskirche St. Matthäus                                           | In städtebaulich hervorragender Lage am Sendlinger-Tor-Platz, 1953–55 von Gustav Gsaenger über asymmetrischem, stark gekurvtem Grundriss aufgeführter Baukörper, dessen geschwungenes Dach Kirchenraum, Gemeindesaal, Brauthalle und Mesnerwohnung gemeinsam überspannt, Stahlbetonkonstruktion: Geschlossene Mauerpartien (Sichtbeton und gemauerte Teile mit rot gefärbtem Putz) im Wechsel zu großflächigen Fenstern mit Betonlamellen, kampanilartiger Glockenturm an der Südostseite, Glockenwand nördlich, Innenraum über sechs Stützen, Marmormosaik der Apsis von Angela Gsaenger, Kruzifix von Andreas Schwarzkopf.                                      | D-1-62-000-7826  | weitere Bilder                                                                                |
| Nußbaumstraße 5a (Standort)                          | Mutterhaus der Barmherzigen Schwestern mit Klosterkirche St. Vinzenz von Paul                 | Vierflügelbau, 1837–39 nach Plänen von Friedrich von Gärtner, von Joseph Höchl erbaut, um 1949 verändert wiederaufgebaut, im Hof hinter Ziemssenstraße 1, mit Ausstattung, drei neubarocke Portale mit plastischem Dekor, um 1900, in der Vorgartenmauer an der Nußbaumstraße. | D-1-62-000-4810  | weitere Bilder                                                                                |
| Nußbaumstraße 6 (Standort)                           | Mietshaus                                                                                     | deutsche Renaissance, mit Erker, geschnitzten Holzteilen und Fachwerkgiebel, 1900/01 von Eugen Drollinger | D-1-62-000-4811  | weitere Bilder                                                                                |
| Nußbaumstraße 7 (Standort)                           | Psychiatrische Klinik der Universität (Nervenklinik)                                          | neubarocker Risalitbau, am Mittelrisalit Stuckdekor und steinerner Balkonvorbau, 1902–04 von Max Littmann, Prunktreppenhaus, vergleiche auch Ensemble Wiesenviertel | D-1-62-000-4812  | weitere Bilder                                                                                |
| Nußbaumstraße 8 (Standort)                           | Mietshaus                                                                                     | deutsche Renaissance, bezeichnet 1901, von Heinrich Volbehr | D-1-62-000-4813  | weitere Bilder                                                                                |
| Nußbaumstraße 20 (Standort)                          | Chirurgische Klinik                                                                           | der Altbau Neurenaissance, 1889–91 von Arnold Zenetti, der Eingangsbau neubarock, 1894 von Theodor Fischer, der Westtrakt 1914/15 und 1920/21 von Theodor Kollmann; vergleiche Schillerstraße 53 | D-1-62-000-4814  | weitere Bilder                                                                                |
| Nußbaumstraße 30 (Standort)                          | Mietshaus                                                                                     | Natursteinfassade in Mischformen aus Spätgotik und deutscher Renaissance, 1899 von Anton Thunig und Andreas Pabst, Baugruppe mit Goethestraße 51 und 53, vergleiche auch Ensemble Wiesenviertel. | D-1-62-000-4815  | weitere Bilder                                                                                |
| Paul-Heyse-Straße 4 (Standort)                       | Pressehaus                                                                                    | Lager- und Setzereigebäude des Münchener Zeitungsverlags, sogenanntes Pressehaus, fünfgeschossiger Traufseitbau mit Ziergiebel, großflächig durchfensterte und mit figürlichen sowie dekorativen Reliefs reich gegliederte Natursteinfassade im Reformstil, in Eisenbetonskelettbauweise, von Emil Ludwig mit Fassadengestaltung von Max Littmann, 1912. | D-1-62-000-5158  | weitere Bilder                                                                                |
| Paul-Heyse-Straße 10 (Standort)                      | Ehemaliges Geschäftshaus                                                                      | historisierend mit sachlich reduzierter Gliederung, 1907/08 von Eugen Hönig und Karl Söldner | D-1-62-000-5159  | Ehemaliges Geschäftshaus                                                                      |
| Paul-Heyse-Straße 14 (Standort)                      | Mietshaus                                                                                     | in spätklassizistischer Tradition, 1872 | D-1-62-000-5160  | Mietshaus                                                                                     |
| Paul-Heyse-Straße 20 (Standort)                      | Geschäftshaus                                                                                 | historisierend, mit zwei Erkern, 1912 von Heilmann & Littmann | D-1-62-000-5161  | Geschäftshaus                                                                                 |
| Paul-Heyse-Straße 23 (Standort)                      | Eckbau                                                                                        | Neurenaissance, mit Erkern und reichem plastischem Dekor (u. a. Puttenreliefs und Kaiserbüsten), 1900 von J. und M. Konyves, Baugruppe mit Landwehrstraße 58. | D-1-62-000-5162  | weitere Bilder                                                                                |
| Pettenkoferstraße 1 (Standort)                       | Mietshaus                                                                                     | biedermeierlich, 1827 von Joseph Höchl, 1877 Fassade vom Besitzer, dem Stuckateur Karl Huber, reich dekoriert | D-1-62-000-5266  | weitere Bilder                                                                                |
| Pettenkoferstraße 4a (Standort)                      | Ehemalige Hebammenschule                                                                      | jetzt HNO-Klinik der Universität, deutsche Renaissance, um 1900 | D-1-62-000-5267  | weitere Bilder                                                                                |
| Pettenkoferstraße 5 (Standort)                       | Mietshaus                                                                                     | neubarock, 1902 von Franz Ried | D-1-62-000-5268  | weitere Bilder                                                                                |
| Pettenkoferstraße 6 (Standort)                       | Mietshaus                                                                                     | Ostseite in deutscher Renaissance mit Steinportal, um 1900 | D-1-62-000-5269  | weitere Bilder                                                                                |
| Pettenkoferstraße 8a (Standort)                      | Poliklinik der Universität                                                                    | monumentaler Neubarock-Komplex, 1907–10 von Ludwig von Stempel und Theodor Kollmann | D-1-62-000-5270  | weitere Bilder                                                                                |
| Pettenkoferstraße 9b (Standort)                      | Ehemaliges Schwesternhaus der Chirurgischen Klinik                                            | (siehe Nußbaumstraße 20), langgestreckter Trakt in Neubarockformen, 1902 von Hartwig Eggers, 1936 von Karl Meitinger nach Westen erweitert | D-1-62-000-5271  | weitere Bilder                                                                                |
| Pettenkoferstraße 11 (Standort)                      | Königliche Anatomie                                                                           | neuklassizistischer Flügelbau, in der Mitte kuppelgekrönte Zentralanlage, 1905–08 von Max Littmann; (Geschütztes Kulturgut) | D-1-62-000-5272  | weitere Bilder                                                                                |
| Pettenkoferstraße 14 (Standort)                      | Hörsaalgebäude des Physiologischen Instituts der Ludwig-Maximilian-Universität                | Stahlbetonskelettbau, dreiteilig gegliederter Trakt, dessen ungleich lange, zweigeschossige und durch hohe Fensterbänder belichteten Seitenflügel einen sich leicht vorwölbenden Mittelrisalit von flächiger Front flankieren; über der großzügigen Eingangshalle mit freitragender, raumgreifender Freitreppe der elegante Hörsaal mit seiner sphärisch verzogenen Deckenschale und den schlanken Betonstützen, 1954–56 von Otto Mayer, Universitätsbauamt. | D-1-62-000-7955  | weitere Bilder                                                                                |
| Pettenkoferstraße 17 (Standort)                      | Mietshaus                                                                                     | deutsche Renaissance, reich gegliedert, 1897 von J. Mack, Gruppe mit Goethestraße 41 | D-1-62-000-5274  | Mietshaus                                                                                     |
| Pettenkoferstraße 19 (Standort)                      | Mietshaus                                                                                     | Neurenaissance, palastartig proportionierter Eckbau, 1890/91, vergleiche Goethestraße 50. | D-1-62-000-5275  | weitere Bilder                                                                                |
| Pettenkoferstraße 20/22 (Standort)                   | Mietshaus                                                                                     | Neurenaissance, 1882 von Johann Thomas, 1999–2001 saniert und mit zweigeschossigem Aufbau versehen. | D-1-62-000-5276  | Mietshaus                                                                                     |
| Pettenkoferstraße 27a (Standort)                     | Mietshaus                                                                                     | reich gegliederter Gruppenbau in deutscher Renaissance, 1896 von Wilhelm Spannagel, den Georg-Hirth-Platz im Westen begrenzend, Gruppe mit Uhlandstraße 2 | D-1-62-000-5277  | weitere Bilder                                                                                |
| Pettenkoferstraße 29 (Standort)                      | Mietshaus                                                                                     | Neurenaissance, 1888 von Jakob Heilmann, aufgestockt | D-1-62-000-5278  | weitere Bilder                                                                                |
| Pettenkoferstraße 33 (Standort)                      | Mietshaus                                                                                     | neubarock, mit Stuckdekor und turmartigem Aufsatz an der Ecke, 1891/92 von August Brüchle, bildet mit dem gleichartigen Haus Nr. 35 eine symmetrische Gruppe | D-1-62-000-5279  | weitere Bilder                                                                                |
| Pettenkoferstraße 35 (Standort)                      | Mietshaus                                                                                     | neubarock, mit Stuckdekor, 1891/92 von August Brüchle, aufgestockt, bildet mit dem gleichartigen Haus Nr. 33 eine symmetrische Gruppe | D-1-62-000-5280  | weitere Bilder                                                                                |
| Pettenkoferstraße 46 (Standort)                      | Mietshaus                                                                                     | deutsche Renaissance, 1891 von Ludwig Kracher | D-1-62-000-5281  | weitere Bilder                                                                                |
| Pettenkoferstraße 48 (Standort)                      | Mietshaus                                                                                     | stattlicher Neurenaissance-Eckbau, 1890–91 von Ludwig Kracher | D-1-62-000-5282  | weitere Bilder                                                                                |
| Platenstraße 1 (Standort)                            | Eckhaus                                                                                       | Jugendstil, mit Erkerturm an der Ecke, Pläne 1907 von Emil Kaltenthaler und Ludwig Dinglreiter, Tektur 1908 von Berthold Neubauer, Gruppe mit Kobellstraße 5. | D-1-62-000-5387  | weitere Bilder                                                                                |
| Platenstraße 3 (Standort)                            | Mietshaus                                                                                     | deutsche Renaissance, 1899–1900 von Paul Böhmer, bildet mit Nr. 5 eine malerische Doppelgruppe | D-1-62-000-5388  | Mietshaus                                                                                     |
| Platenstraße 4 (Standort)                            | Doppelhaus mit Nr. 6                                                                          | deutsche Renaissance, um 1905 | D-1-62-000-5389  | Doppelhaus mit Nr. 6                                                                          |
| Platenstraße 5 (Standort)                            | Mietshaus                                                                                     | deutsche Renaissance, um 1900, bildet mit Nr. 3 eine malerische Doppelgruppe | D-1-62-000-5390  | Mietshaus                                                                                     |
| Platenstraße 6 (Standort)                            | Doppelhaus mit Nr. 4                                                                          | deutsche Renaissance, um 1905 | D-1-62-000-5391  | Doppelhaus mit Nr. 4                                                                          |
| Rückertstraße 1 (Standort)                           | Malerisches Mietshaus                                                                         | deutsche Renaissance, reich gegliedert, 1889/90 von Johann Baptist Graser | D-1-62-000-5985  | weitere Bilder                                                                                |
| Rückertstraße 4 (Standort)                           | Mietshaus                                                                                     | deutsche Renaissance, reich gegliedert, 1895 von Hans Weber | D-1-62-000-5986  | Mietshaus                                                                                     |
| Rückertstraße 5 (Standort)                           | Mietshaus                                                                                     | deutsche Renaissance, 1896 von Alphons Hering | D-1-62-000-5987  | Mietshaus                                                                                     |
| Rückertstraße 7 (Standort)                           | Mietshaus                                                                                     | deutsche Renaissance, mit Erker, 1896 von Wilhelm Spannagel,bildet mit Nr. 9 einen Block | D-1-62-000-5988  | Mietshaus                                                                                     |
| Rückertstraße 9 (Standort)                           | Mietshaus                                                                                     | deutsche Renaissance, mit Erker, 1896 von Wilhelm Spannagel, bildet mit Nr. 7 einen Block | D-1-62-000-5989  | Mietshaus                                                                                     |
| Schillerstraße 20 (Standort)                         | Mietshaus                                                                                     | Jugendstil-Eckbau, 1905 von August Zeh | D-1-62-000-6167  | Mietshaus                                                                                     |
| Schillerstraße 36 (Standort)                         | Mietshaus                                                                                     | reduzierte deutsche Renaissance, 1910 von Eugen Behles | D-1-62-000-6168  | Mietshaus                                                                                     |
| Schillerstraße 53 (Standort)                         | Ehemalige elektrische Unterstation                                                            | barockisierend, 1899 von Carl Hocheder (Nebengebäude der Chirurgischen Klinik (Nußbaumstraße 20)), lobende Erwähnung beim Fassadenpreis 2005 | D-1-62-000-6169  | weitere Bilder                                                                                |
| Schubertstraße 1 (Standort)                          | Mietshaus                                                                                     | neubarock, 1895 von Konrad Böhm, bildet mit Nr. 3 eine Gruppe | D-1-62-000-6318  | Mietshaus                                                                                     |
| Schubertstraße 2 (Standort)                          | Mietshaus                                                                                     | Neurenaissance-Eckbau am Kaiser-Ludwig-Platz, 1890 von Georg Guinin | D-1-62-000-6319  | Mietshaus                                                                                     |
| Schubertstraße 3 (Standort)                          | Mietshaus                                                                                     | neubarock, 1895 von Konrad Böhm, bildet mit Nr. 1 eine Gruppe | D-1-62-000-6320  | Mietshaus                                                                                     |
| Schubertstraße 7 (Standort)                          | Mietshaus                                                                                     | neubarock, bezeichnet 1896, von Paul Pfann und Günther Blumentritt | D-1-62-000-6321  | Mietshaus                                                                                     |
| Schubertstraße 8 (Standort)                          | Malerisches Mietshaus                                                                         | deutsche Renaissance, reich gegliedert und dekoriert, 1894–95 von Wilhelm Spannagel | D-1-62-000-6322  | weitere Bilder                                                                                |
| Schubertstraße 10 (Standort)                         | Mietshaus                                                                                     | Neurenaissance, mit reichem Stuckdekor und Reliefbüsten an beiden Seitenfronten, 1895 von Albert Theodor Lenz. | D-1-62-000-6323  | weitere Bilder                                                                                |
| Schützenstraße 7 (Standort)                          | Hotel Rosengarten (heute Smart Stay Hotel Station)                                            | neubarock, mit Hausteingliederungen, bezeichnet 1915, von Karl Stöhr | D-1-62-000-6325  | Hotel Rosengarten (heute Smart Stay Hotel Station)                                            |
| Schwanthalerstraße 9 (Standort)                      | Mietshaus                                                                                     | Backstein-Renaissance, 1897 von Karl Stöhr, Gruppe mit Nr. 11 | D-1-62-000-6355  | Mietshaus                                                                                     |
| Schwanthalerstraße 11 (Standort)                     | Mietshaus                                                                                     | Backstein-Renaissance, 1895 von Karl Stöhr, Gruppe mit Nr. 9 | D-1-62-000-6356  | Mietshaus                                                                                     |
| Schwanthalerstraße 13 (Standort)                     | Deutsches Theater                                                                             | Straßen- und Hoffassade in reichen Neubarockformen, 1895/96 von Alexander Bluhm und Josef Rank, repräsentative, neubarocke Treppe, Innenräume des eigentlichen Theaters nur im Rohbau erhalten, Silbersaal in prächtigem Neurokoko. Vergleiche Landwehrstraße 20. Im Hof neubarocker Wandbrunnen mit Faungruppe, 1896 von Carl Fischer. | D-1-62-000-6357  | weitere Bilder                                                                                |
| Schwanthalerstraße 19 (Standort)                     | Mietshaus                                                                                     | Neurenaissance, 1866 von Franz Kil, 1923 verändert | D-1-62-000-6358  | Mietshaus                                                                                     |
| Schwanthalerstraße 24 (Standort)                     | Eckhaus                                                                                       | in klassizistischer Tradition, wohl um 1870/80 | D-1-62-000-6359  | Eckhaus                                                                                       |
| Schwanthalerstraße 55 (Standort)                     | Geschäftshaus                                                                                 | neuklassizistisch, mit Kolossalsäulenordnung, um 1910/15 | D-1-62-000-6360  | Geschäftshaus                                                                                 |
| Schwanthalerstraße 57 (Standort)                     | Bürohaus                                                                                      | mit Putzgliederung und Halbkreisgiebel, 1912 von Karl Stöhr, nach Kriegseinwirkung Fassade vereinfacht wiederhergestellt | D-1-62-000-6361  | Bürohaus                                                                                      |
| Schwanthalerstraße 68 (Standort)                     | Mietshaus                                                                                     | italienische Spätrenaissance, reich gegliedert, um 1885 | D-1-62-000-6363  | Mietshaus                                                                                     |
| Schwanthalerstraße 77 (Standort)                     | Mietshaus                                                                                     | neubarock, 1899–1900 von Carl Vent | D-1-62-000-6364  | Mietshaus                                                                                     |
| Schwanthalerstraße 79 (Standort)                     | Mietshaus                                                                                     | Jugendstil, reiche Fassade mit mehrfarbigem Putz- und Reliefdekor sowie prächtigem Balkongitter, 1905 von August Zeh. | D-1-62-000-6365  | weitere Bilder                                                                                |
| Schwanthalerstraße 80 (Standort)                     | Mietshaus                                                                                     | Neurenaissance, 1889 von G. Felber | D-1-62-000-6366  | Mietshaus                                                                                     |
| Schwanthalerstraße 85 (Standort)                     | Mietshaus                                                                                     | schlichter, biedermeierlich-klassizistischer Eckbau, 1862 von Josef Weyrather | D-1-62-000-6367  | Mietshaus                                                                                     |
| Schwanthalerstraße 86 (Standort)                     | Rückgebäude                                                                                   | Zugehörig zweigeschossiges Rückgebäude, 1924 als Büro- und Ausstellungshaus der Neuen Münchener Kunstwerkstätten AG (Firma ENEMKA) von dem Architekten Josef Lang, Pasing, errichtet, Fassadengestaltung mit Motiven des Art déco, Eingangstreppe mit zwei Skulpturen. | D-1-62-000-7819  | Rückgebäude                                                                                   |
| Schwanthalerstraße 87 (Standort)                     | Ehemalige Volksschule, jetzt Wirtschaftsaufbauschule                                          | Neurenaissance, 1871–73 von August Voit d. J. | D-1-62-000-6368  | Ehemalige Volksschule, jetzt Wirtschaftsaufbauschule                                          |
| Schwanthalerstraße 89 (Standort)                     | Schulhaus                                                                                     | barockisierend, bezeichnet 1909, von Adolf Schwiening und Robert Rehlen | D-1-62-000-6369  | Schulhaus                                                                                     |
| Sonnenstraße 26 (Standort)                           | Ehemalige Frauenklinik, dann Postscheckamt, jetzt Event Location und Privatklinik             | 1853–56 von Karl Muffat, Fassade von Friedrich Bürklein im Maximilianstil, 1920–22 von Robert Vorhoelzer umgestaltet. | D-1-62-000-6584  | weitere Bilder                                                                                |
| St.-Pauls-Platz 9 (Standort)                         | Mietshaus                                                                                     | Eckbau in Formen der Spätgotik und deutschen Renaissance, 1897/98 von Julius Loew, vereinfacht. | D-1-62-000-6103  | Mietshaus                                                                                     |
| St.-Pauls-Platz 10 (Standort)                        | Kath. Pfarrhaus                                                                               | malerischer Neurenaissancebau, 1904 von Georg von Hauberrisser | D-1-62-000-6104  | weitere Bilder                                                                                |
| St.-Pauls-Platz 11 (Standort)                        | Katholische Pfarrkirche St. Paul                                                              | dreitürmiger Bau im Stil der Kathedralgotik, 1892–1906 von Georg von Hauberrisser | D-1-62-000-6105  | weitere Bilder                                                                                |
| St.-Paul-Straße 1 (Standort)                         | Mietshaus                                                                                     | im Kern 1865, 1891 aufgestockt, 1898 neubarock umgestaltet | D-1-62-000-6107  | Mietshaus                                                                                     |
| St.-Paul-Straße 4 (Standort)                         | Mietshaus                                                                                     | schlichte Neurenaissance, 1874/75 | D-1-62-000-6108  | Mietshaus                                                                                     |
| St.-Paul-Straße 8 (Standort)                         | Mietshaus                                                                                     | Neurenaissance, 1875 | D-1-62-000-6109  | Mietshaus                                                                                     |
| St.-Paul-Straße 9 (Standort)                         | Mietshaus                                                                                     | neubarock, mit zwei Erkern, 1892 von Johann B. Rieperdinger, im Oberteil vereinfacht | D-1-62-000-6110  | Mietshaus                                                                                     |
| St.-Paul-Straße 11 (Standort)                        | Mietshaus                                                                                     | deutsche Renaissance, mit Bodenerkern, 1897–99 (bezeichnet 1898) von J. Hefele, Fassadentektur von R. Barbist | D-1-62-000-6111  | Mietshaus                                                                                     |
| Stielerstraße 3 (Standort)                           | Mietshaus                                                                                     | Neurokoko, mit Stuckdekor, bezeichnet 1895, von Alois Barbist | D-1-62-000-6696  | Mietshaus                                                                                     |
| Stielerstraße 5 (Standort)                           | Mietshaus                                                                                     | Neurenaissance, um 1900, bildet mit Nr. 7 eine symmetrische Gruppe und mit Bavariaring 41 eine größere Baugruppe. | D-1-62-000-6697  | Mietshaus                                                                                     |
| Stielerstraße 6 (Standort)                           | Volksschule                                                                                   | neubarocker Gruppenbau, 1897–99 von Carl Hocheder d. Ä., am Südgiebel Mosaik von Waldemar Kolmsperger, mit Bavariaring 39 | D-1-62-000-6698  | weitere Bilder                                                                                |
| Stielerstraße 7 (Standort)                           | Mietshaus                                                                                     | Neurenaissance, 1895/96 von Alois Barbist, bildet mit Nr. 5 eine symmetrische Gruppe und mit Bavariaring 41 eine größere Baugruppe. | D-1-62-000-6699  | Mietshaus                                                                                     |
| Theresienhöhe (Standort)                             | Burgfriedensstein                                                                             | 18. Jahrhundert | D-1-62-000-6860  | Burgfriedensstein                                                                             |
| Uhlandstraße 1 (Standort)                            | Hotel Uhland                                                                                  | Neurenaissance, reich gegliedert, 1889 von Franz Kil | D-1-62-000-7083  | Hotel Uhland                                                                                  |
| Uhlandstraße 2 (Standort)                            | Mietshaus                                                                                     | deutsche Renaissance, 1896 von Wilhelm Spannagel, Gruppe mit Pettenkoferstraße 27a | D-1-62-000-7084  | Mietshaus                                                                                     |
| Uhlandstraße 3 (Standort)                            | Mietshaus                                                                                     | deutsche Renaissance, 1889 von Franz Kil, Gruppe mit Nr. 5, malerisches Gartenhaus, Fachwerkstil, spätes 19. Jahrhundert | D-1-62-000-7085  | Mietshaus                                                                                     |
| Uhlandstraße 5 (Standort)                            | Mietshaus                                                                                     | deutsche Renaissance, 1889 von Franz Kil, Gruppe mit Nr. 3 | D-1-62-000-7086  | Mietshaus                                                                                     |
| Uhlandstraße 7 (Standort)                            | Mietshaus                                                                                     | freistehender Bau in Formen der spätbarocken Schlossarchitektur, um 1891 von August Thiersch, Hauptfront zum Bavariaring | D-1-62-000-7087  | Mietshaus                                                                                     |
| Uhlandstraße 8 (Standort)                            | Verwaltungsgebäude                                                                            | viergeschossiger Stahlbetonskelettbau mit zurückgesetztem Staffelgeschoss und zweigeschossig rückseitiger Abstafflung mit Flachdächern, vorgehängter Rasterfassade aus Aluminium, von Carl Friedrich Raue, 1972 | D-1-62-000-11116 | BW                                                                                            |
| Ziemssenstraße 1 (Standort)                          | Krankenhaus links der Isar                                                                    | Im Kern klassizistische Anlage um zwei Höfe, erbaut 1809–13 von Nikolaus Schedel von Greifenstein und Karl von Fischer durch Umbau des Klosters der Barmherzigen Brüder von 1751 bis 54, Vestibül und Gänge (mit Gedenktafeln) noch original. Beim Umbau von 1896 bis 1902 Fassade neubarock umgestaltet, neubarocke Hauskapelle mit Ausstattung. Westlich anschließend (im Hof) Kloster und Kirche der Barmherzigen Schwestern, siehe Nußbaumstraße 5. | D-1-62-000-7752  | Krankenhaus links der Isar                                                                    |
| Zollstraße 2b (Standort)                             | Doppelhausblock mit Nr. 4                                                                     | in klassizistischer Tradition, 1891 | D-1-62-000-7753  | Doppelhausblock mit Nr. 4                                                                     |
| Zollstraße 4 (Standort)                              | Doppelhausblock mit Nr. 2b                                                                    | in klassizistischer Tradition, mit Dreiecksgiebel, 1891 ehemals unter der Nummer D-1-62-000-7754 separat aufgeführt | D-1-62-000-7753  | Doppelhausblock mit Nr. 2b                                                                    |
| Zweigstraße 10 (Standort)                            | Hotel Kronprinz                                                                               | reich gegliederte und dekorierte Neurenaissancefassade, 1881–82 von Lorenz Bauer | D-1-62-000-7793  | weitere Bilder                                                                                |

## Ehemalige Baudenkmäler
In diesem Abschnitt sind Objekte aufgeführt, die früher einmal in der Denkmalliste eingetragen waren, jetzt aber nicht mehr. Objekte, die in anderem Zusammenhang – also z. B. als Teil eines Baudenkmals – weiter eingetragen sind, sollen hier nicht aufgeführt werden. Aktennummern in diesem Abschnitt sind ehemalige, jetzt nicht mehr gültige Aktennummern. 

| Lage                         | Objekt    | Beschreibung | Akten-Nr.       | Bild           |
| ---------------------------- | --------- | --- | --------------- | -------------- |
| Bavariaring 41 (Standort)    | Mietshaus | Ursprünglich: In Ecklage, Neurenaissance mit zwei Runderkern um 1900; Gruppe mit Stielerstraße 5 und Stielerstraße 7 Neubau von 1953 - 2000 aus der Denkmalliste gestrichen | D-1-62-000-636  | Mietshaus      |
| Landwehrstraße 49 (Standort) | Mietshaus | Neurenaissance, mit Flacherker mit Reliefs, 1898 von R. Barbist; 2012 aus der Denkmalliste gestrichen wegen nicht mehr anschaulicher Erhaltung                              | D-1-62-000-3794 | weitere Bilder |